# Cattedrale di San Luigi (Cartagine)
La cattedrale di San Luigi (in lingua francese cathédrale Saint-Louis de Carthage) è una cattedrale cattolica di Cartagine in Tunisia.
Situata sulla collina di Byrsa e vicina alle rovine dell'antica città punica e poi romana, non è più adibita al culto, ma viene utilizzata come sala da concerto per l'esecuzione di musiche tunisine e musica classica occidentale. L'unica cattedrale cattolica attualmente officiata in Tunisia è la cattedrale di San Vincenzo de' Paoli a Tunisi.

## Storia
Hussein II Bey autorizzò il console generale francese a costruire una cattedrale sul sito dell'antica Cartagine, lasciandolo libero di stabilire il luogo e di utilizzare tutta l'area necessaria al progetto. Così si espresse:
(Hussein Pasha Bey)
Il console incaricò suo figlio Jules. Quest'ultimo, dopo aver attentamente esaminato i possibili siti, concluse che la cattedrale doveva essere costruita sulla collina di Byrsa, al centro dell'acropoli punica, dove un tempo era situato il tempio di Esculapio. Re Luigi Filippo approvò il progetto e l'architetto prescelto concepì un edificio di modeste proporzioni che contemplava un misto di gotico e bizantino. In ogni caso, riuscì a dare al progetto l'aspetto di un ricco marabutto ricordando la cappella reale di Dreux. Una croce, l'unica in quel momento in Tunisia, venne posta in cima alla costruzione. La costruzione venne finanziata da discendenti di crociati e commilitoni del sovrano.

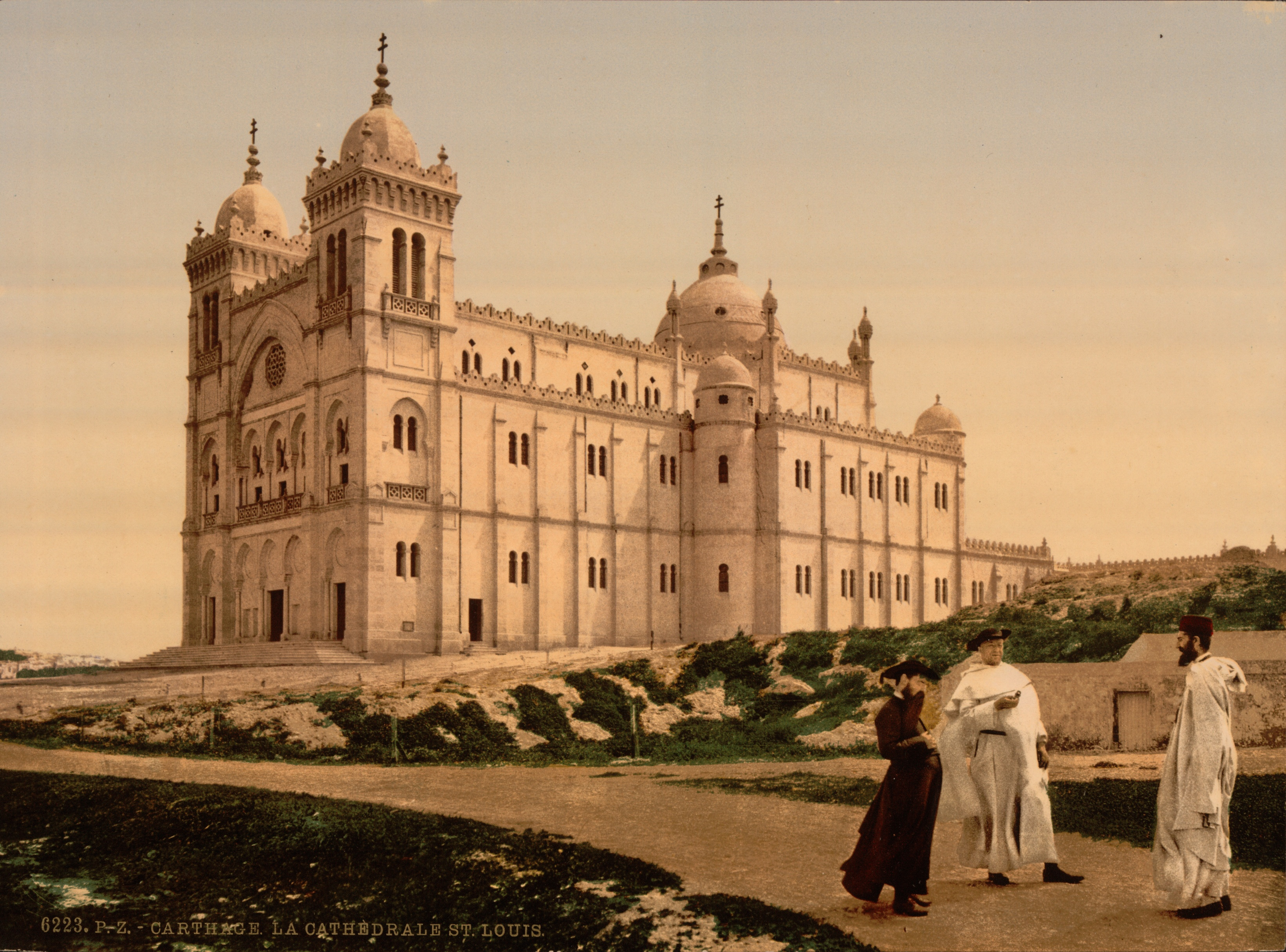
La cattedrale di San Luigi nel 1899

Costruita tra il 1884 e il 1890, sotto il protettorato francese, la cattedrale divenne sede primaziale per l'intera Africa quando venne ripristinato il titolo di primate d'Africa a beneficio del cardinale Lavigerie, arcivescovo di Cartagine. L'edificio venne consacrato in pompa magna alla presenza di numerose autorità ecclesiastiche.
Dopo la sua morte, il cardinale Lavigerie venne tumulato nella cattedrale in un monumento eretto in sua memoria. Oggi, comunque, il suo corpo si trova nella curia generale dei missionari d'Africa, a Roma.

## Architettura
L'architettura francese tardo XIX secolo tendeva a caratterizzare gli stili compositi (come nel caso della basilica del Sacro Cuore a Parigi, costruita in stile romanico-bizantino nella stessa epoca). L'edificio, costruito secondo il progetto dell'abate Pougnet, ha uno stile bizantino-moresco, ed è a forma di croce latina di 65 metri per 30. La facciata è incorniciata da due torri quadrate, il transetto si trova sotto una grande cupola circondata da otto piccoli campanili, e vi è una cupola più piccola sopra l'abside. La chiesa ha un navata centrale e due navate laterali separate da una archi e i soffitti sono decorati con travi scolpite, dipinte e dorate a forma di arabesco. Le vetrate sono anche realizzate con forme di arabeschi. La grande campana pesa sei tonnellate ed è accompagnata da un carillon di quattro campane.

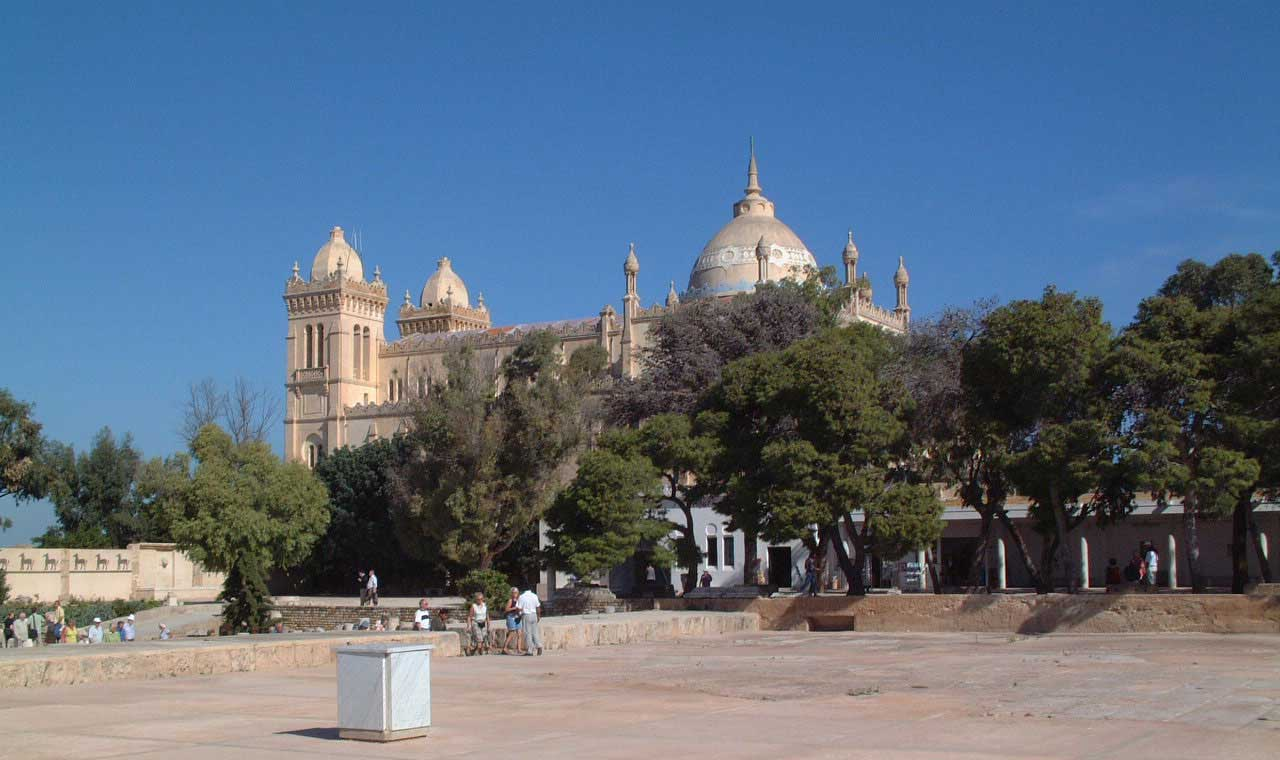
Vista laterale
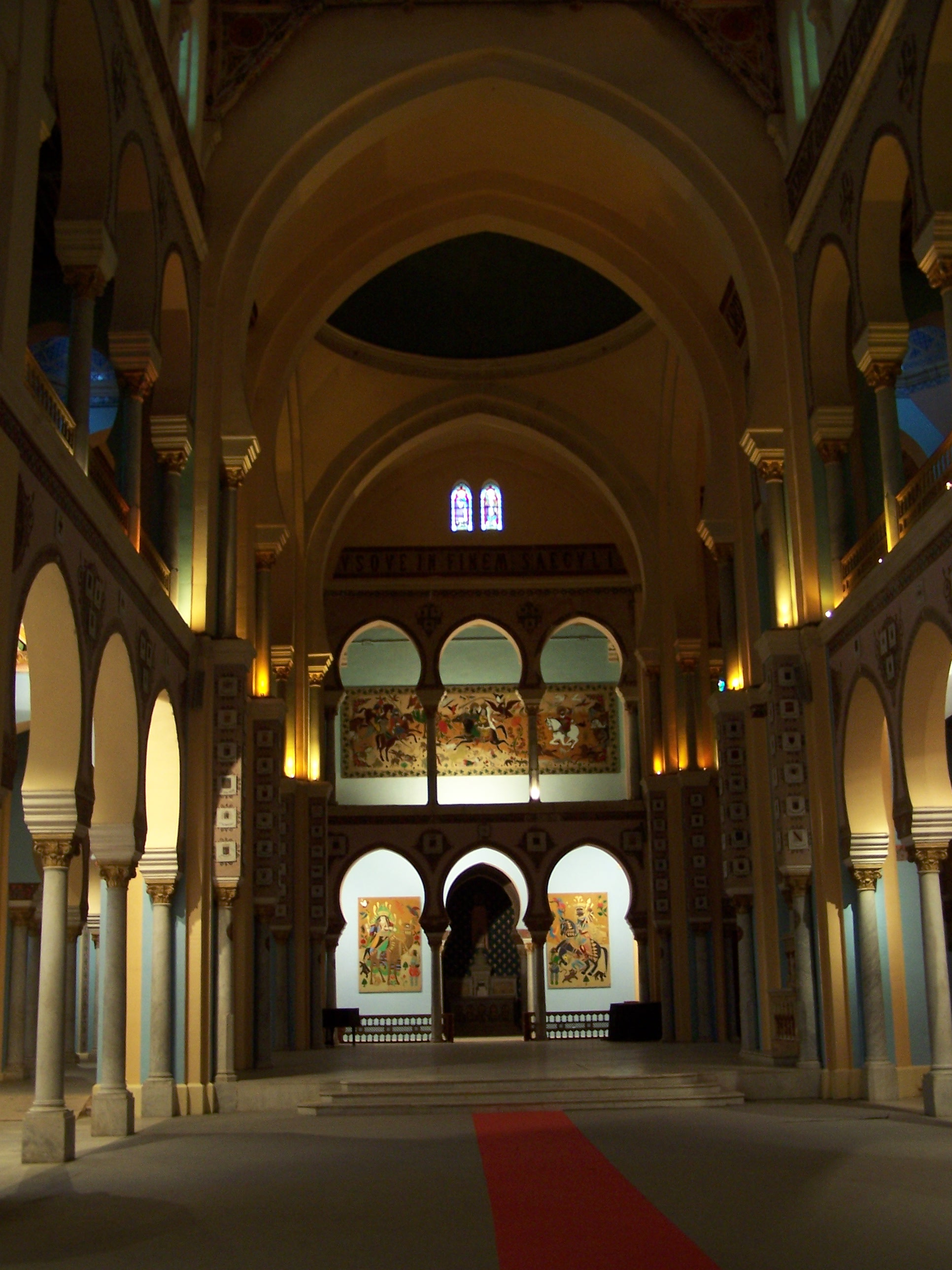
Navata centrale
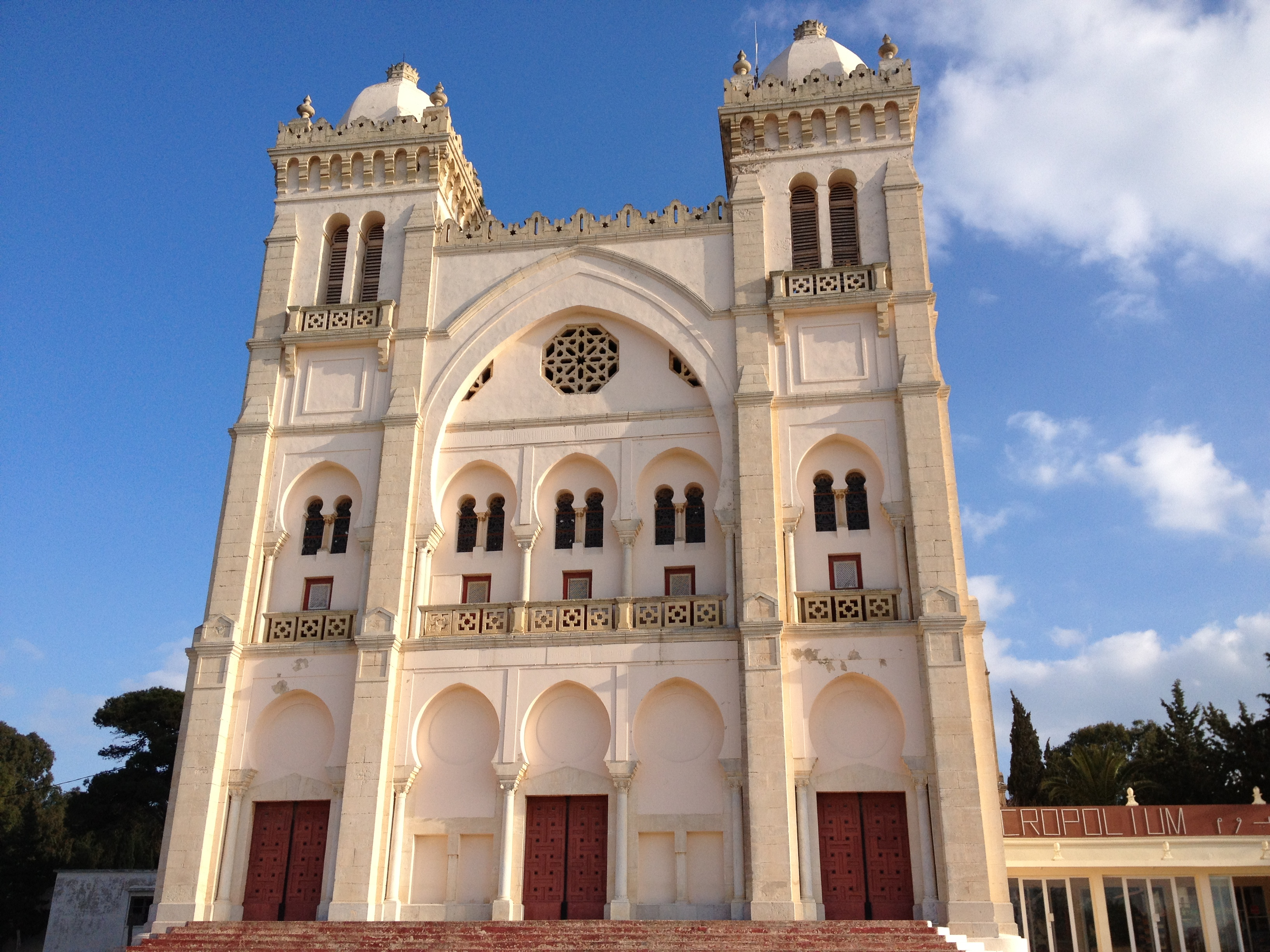
Facciata principale
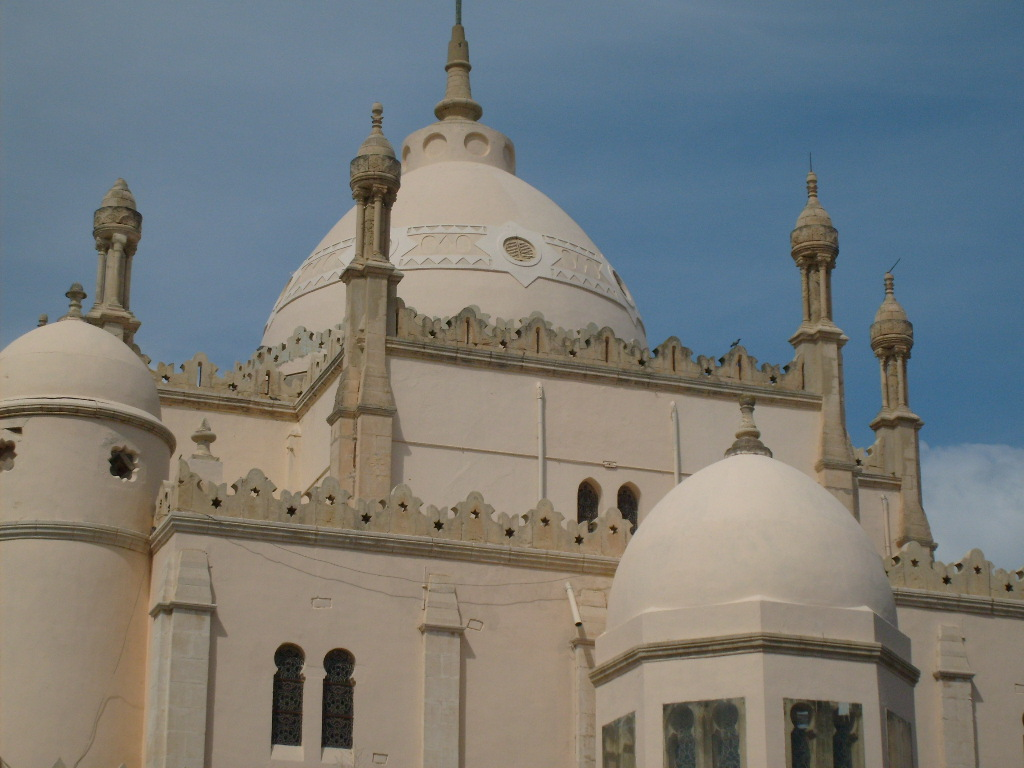
Vista posteriore e cupola
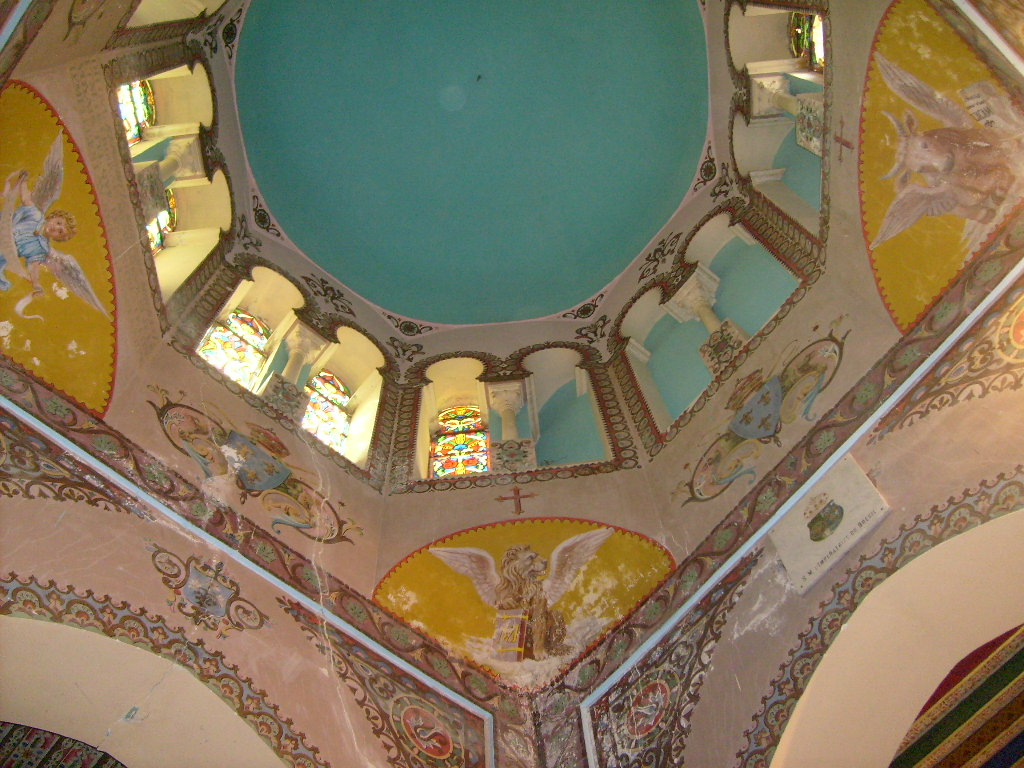
Interno della cupola
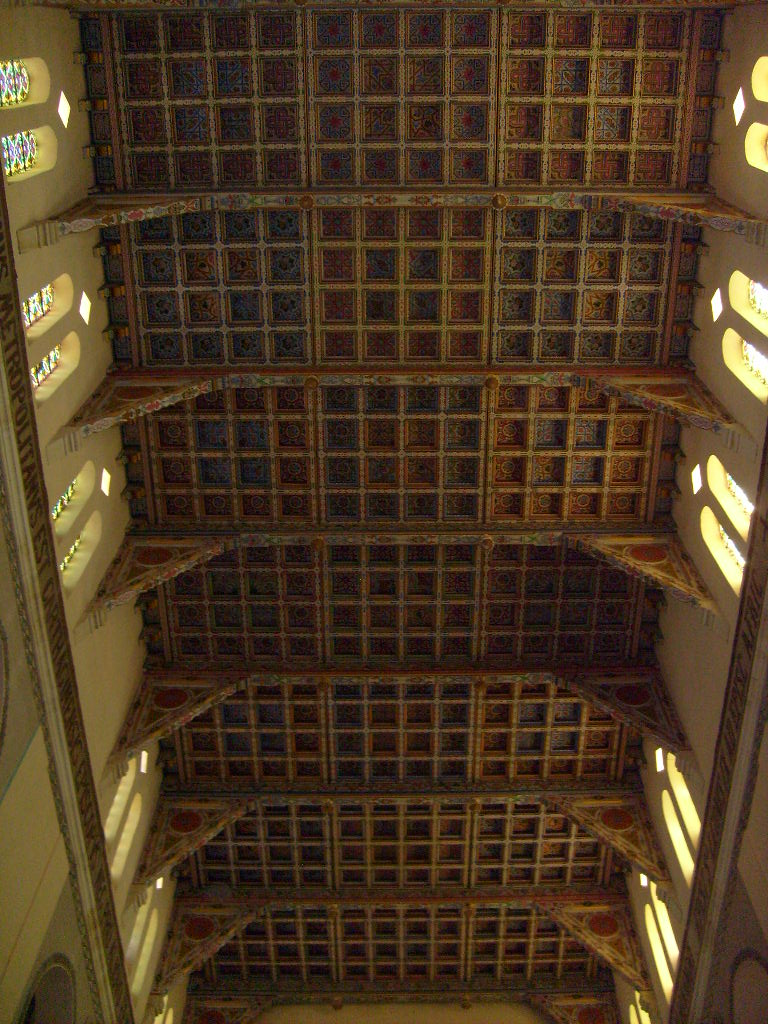
Tetto dipinto
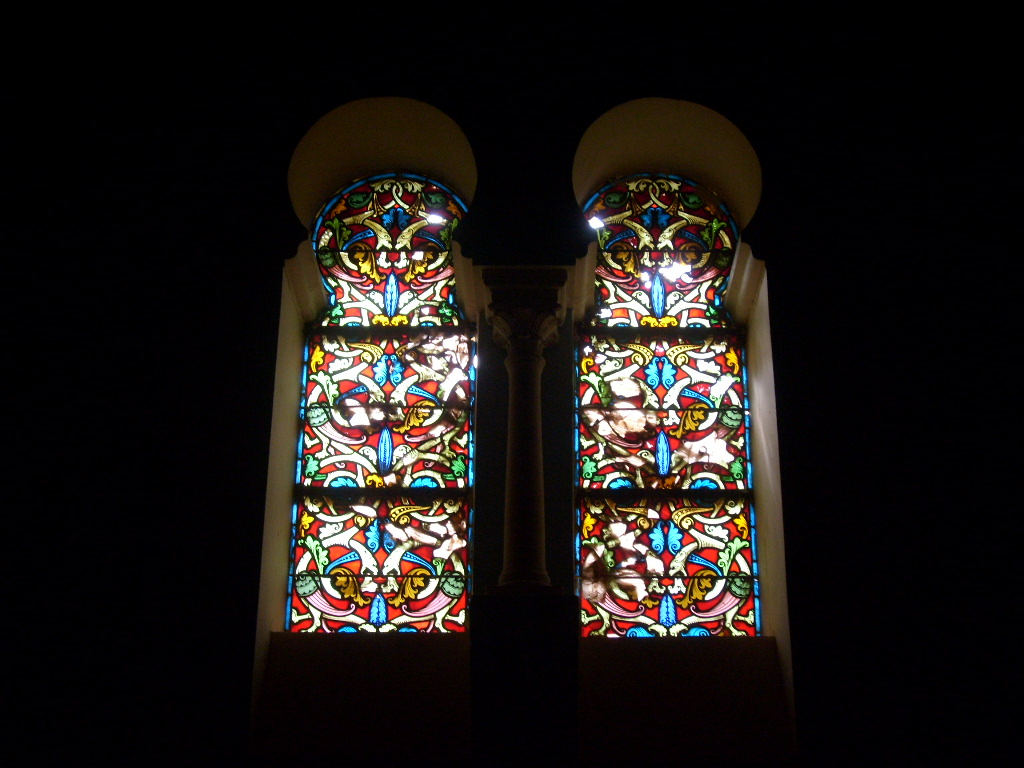
Vetrata